# Templo de Kali en Dakshineswar
El Templo de Kali en Dakshineswar  es un templo Hindú localizado en Dakshineswar cerca de Calcuta.  Situado en a la orilla oriental del río Hugli. Está presidido por la deidad Bhavatarini, una forma de la diosa Kali, que simboliza a la diosa que libera a sus discípulos del océano de la existencia, es decir, del samsara. El templo fue construido en  1855 por Rani Rashmoni, una filántropa y devota de Kali. El templo es famoso por su asociación con Ramakrishna, un místico de Bengala del siglo XIX.
Consta de un templo principal dedicado a la diosa Kali, otro templo a Radha Krishna y 12 pequeños templos dedicados Shiva, que se encuentran junto al río. En la base del templo está la zona donde residió Ramakrishna y sirvió como sacerdote durante más de 30 años hasta su muerte en 1886. Son religiosamente adorados por los fieles la habitación donde durmió con una cama y muchas fotografías a la pared. Todo el complejo del templo también es fácilmente accesible para los no hindúes.
El templo de Belur (Belur Math), dedicado a Ramakrishna y sede de la Ramakrishna Mission y de la Ramakrishna Math, se encuentra justo en el otro lado del río y tiene un servicio permanente de transbordadores que los conecta.

## Historia
El templo fue fundado a mediados del siglo XIX por Rani Rashmoni de la casta agraria bengalí (mahishya) conocida por sus actividades filantrópicas. El año 1847, Rashmoni, se disponía a hacer una larga peregrinación a la sagrada ciudad hindú de Benarés para expresar sus devociones a la Madre Divina. Rani tenía que viajar con veinticuatro barcos para llevar familiares, criados y suministros. Según los relatos tradicionales, la noche anterior a la peregrinación, Rashmoni en un sueño tuvo una visión de la Madre Divina, en la forma de la diosa Kali, que según parece, le dijo:

No hay que ir a Benarés. Instaláis mi estatua en un bello templo al lado del río Ganges y  organizáis mi culto. Entonces me manifestaré a su imagen y aceptaré el culto en este lugar.

Profundamente afectada por el sueño, Rani inmediatamente buscó tierras y las compra en el pueblo de Dakshineswar. El gran complejo del templo fue construido entre 1847 y 1855. La parcela de 20 hectáreas (81.000 m²) se compró al inglés John Hastie y fue conocida popularmente como Saheban Bagicha. En él había parte de un sepulcro musulmán en forma de una tortuga. Según la tradición del Tantra la parcela fue considerada adecuada para la adoración de Sakti según las tradiciones del Tantra. Se tardaron ocho años y necesitaron novecientas mil rupias para completar la construcción y, finalmente, el ídolo de la Diosa Kali se instaló el día de la celebración de la Snana Yatra el 31 de mayo de 1855. El templo era formalmente conocido como Sri Sri Jagadishwari Mahakali. Para esta celebración fueron invitados bramans de diferentes partes del país. Tenía como sacerdote principal a Ramkumar Chhattopadhyay, pronto su hermano menor Gadai o Gadadhar (más tarde conocido como Ramakrishna) se trasladó y también lo hizo su sobrino Hriday para ayudarlo.
El año siguiente, Ramkumar Chhattopadhyay murió, y el cargo de sacerdote principal se otorgó a Ramakrishna durante 30 años hasta su muerte el 1861. Este vivió en el templo junto con su esposa Sarada Devi, que se quedó en lado sur del Nahabat (sala de música), en una pequeña habitación en la planta baja, que actualmente es un santuario dedicado a ella.
Rani Rashmoni vivió solo durante cinco años y nueve meses después de la inauguración del templo. Enfermó seriamente en 1861. Al darse cuenta de que su muerte era inminente, decidió donar una propiedad que compró a Dinajpur (ahora en la zona de Bangladés) como legado en fideicomiso para el mantenimiento del templo. Cumplió su tarea el 18 de febrero de 1861 y murió el día siguiente. Después de su muerte el 1861, sus yernos celebraron una Durga Puja en el templo.